# Brousse, Puy-de-Dôme
Brousse är en kommun i departementet Puy-de-Dôme i regionen Auvergne-Rhône-Alpes i centrala Frankrike. Kommunen ligger i kantonen Cunlhat som tillhör arrondissementet Ambert. År 2022 hade Brousse 358 invånare.

## Befolkningsutveckling
Antalet invånare i kommunen Brousse
| Referens: INSEE |